# لوكاس بالما
لوكاس بالما هو لاعب كرة قدم أرجنتيني في مركز الهجوم، ولد في 5 مايو 2003 في مدينة كونسبسيون، توكومان في الأرجنتين.